# Barbatos
Barbatos és un dimoni menor ajudant d'Astarot que té sota el seu comandament trenta legions de diables. Entre els seus poders destaca la capacitat de trobar tresors o fer entendre les veus dels animals. La descripció d'aquest dimoni apareix de forma detallada al llibre Clavicula Salomonis Regis.